# Grupa Petera
Grupa Petera (duń. Petergruppen) – kolaboracyjna grupa terrorystyczna złożona z Duńczyków i Niemców podczas II wojny światowej.
Grupa powstała z inicjatywy Niemców pod koniec 1943 r. Nazwa pochodziła od pomysłodawcy SS-Untersturmführera  Otto Schwerdta ps. „Peter Schäfer” (potem pojawiła się też inna nazwa Brøndum-banden od jednego z najbardziej aktywnych członków Duńczyka Henninga Emila Brønduma). Miała mieszany niemiecko-duński skład osobowy. Początkowo było to 13 osób, w tym 6 Duńczyków. Do jej zadań należało prowadzenie na terytorium okupowanej Danii tzw. kontr-sabotażu, nazywanego terminem Schalburgtage. Była to odpowiedź na nasilające się akcje dywersyjno-sabotażowe duńskiego ruchu oporu. Używali zdobycznego sprzętu i uzbrojenia produkcji brytyjskiej i amerykańskiej. Do najważniejszych akcji Grupy Petera należało zabicie antyhitlerowskiego pisarza i pastora Kaja Munka 4 stycznia 1944 r. i wysadzenie wieży obserwacyjnej w Odense 14 grudnia tego roku. Ogółem do pierwszych dni maja 1945 r. jej członkowie dokonali 94 zabójstw i 157 akcji sabotażowych (przeważnie podkładania ładunków wybuchowych). Po zakończeniu wojny 7 duńskich członków grupy zostało skazanych na karę śmierci, wykonaną w maju 1947 r.

## Skład osobowy
Niemcy:
- SS-Sturmbannführer Alfred Naujocks (dowódca grupy, funkcjonariusz RSHA)
- SS-Hauptsturmführer Otto Schwerdt (zastępca dowódcy, członek SS-Jagdverbände)
- SS-Hauptsturmführer Alexander Schwerdt (SS Jagdverbände)
- Horst Paul Issel
- SS-Hauptscharführer Ludvig Huf
- Louis Nebel
- Kurt Heel
- Josef Helsing
- Hans Kramer
- Anton Werner Goy
- Paul Apfel ps. „Lille Poul” (zginął podczas bombardowania przez samoloty RAF)
- Anton Gföller
- Kriminalsekretär Walther Rohde (zastrzelony na ulicy przez nieznanego sprawcę)
- SS-Oberscharführer Fritz Himmel (SS-Jagdverbände)
- SS-Unterscharführer Otto Wagner (SS-Jagdverbände)
- SS-Unterscharführer Walther Gläsner (SS-Jagdverbände)
- SS-Unterscharführer Josef Runte (SS-Jagdverbände)
- SS-Unterscharführer Hans Holtzer (SS-Jagdverbände)
- Oberfähnrich Droos (SS-Jagdverbände)
- SS-Unterscharführer Fritz Jesse
- SS-Sturmbannführer Philipp Schmidt
- SS-Unterscharführer Nobert Heitzel
- SS-Sturmbannführer Carl Nevermann (SS-Jagdverbände)
- Oberfeldwebel Poul Lensing (Geheime Feldpolizei)

Duńczycy:
- SS-Oberscharführer Kurt Carstensen
- Ib Nedermark Hansen
- Henning E. Brøndum
- Kai Henning Bothildsen Nielsen
- Robert Lund
- Viggo Gerhard Kieme (zastrzelony przez ruch oporu)
- Fritz Køppe (zastrzelony przez członków partyzanckiego ugrupowania Holger Danske)
- SS-Unterscharführer Aage Thomas Mariegaard
- SS-Sturmmann Svend Thybo Sørensen
- Børge Jensen
- Christian Børge Olsen
- Kaj Christian Jensen
- Ove Hans Westermann
- Poul Ejner Bertelsen (zastrzelony przez ruch oporu)
- Villy Strynbo
- Svend Olav Stenander
- Helge Erik Lundquist

Holender:
- SS-Sturmmann Christian Von Baalen (SS-Jagdverbände)